# Théorème de König (théorie des ensembles)
Pour les articles homonymes, voir Théorème de König.
 (septembre 2021).
Si vous disposez d'ouvrages ou d'articles de référence ou si vous connaissez des sites web de qualité traitant du thème abordé ici, merci de compléter l'article en donnant les références utiles à sa vérifiabilité et en les liant à la section « Notes et références ».
Le théorème de Kőnig en théorie des ensembles est dû au mathématicien hongrois Julius Kőnig (1849-1913).

## Théorème de Kőnig
Il se démontre à l'aide de l'axiome du choix (auquel il est en fait équivalent) et s'énonce ainsi :
Théorème — Soient {\displaystyle (a_{i})_{i\in I}} et {\displaystyle (b_{i})_{i\in I}} deux familles de cardinaux indexées par un même ensemble {\displaystyle I} telles que pour tout élément {\displaystyle i} de {\displaystyle I}, {\displaystyle a_{i}<b_{i}}. On a alors :

## Corollaire
Corollaire — La puissance du continu n'est pas la somme d'une famille dénombrable de cardinaux strictement plus petits.
Dans le système ZFC (de Zermelo-Fraenkel avec axiome du choix), ce théorème est le résultat le plus fin concernant la taille du continu (voir également le théorème d'Easton).